# Vapenbröder (musikgrupp)
Vapenbröder var en popgrupp från Karlskrona, som slog igenom 2011. Bandet släppte sin debutplatta Elva streck vid en releasefest den 2 mars 2012 på Konsthallen i Karlskrona.
Bandet upplöstes den 25 december 2018 med en avskedskonsert i Konsthallen i Karlskrona.￼

## Medlemmar
- Rasmus Degerskär, sång/gitarr
- Oskar Askevik, klaviatur/sång
- Sebastian Olsson-Lundh, gitarr/sång
- Gustav Agnesson, saxofon/klaviatur
- Pontus Necksten, trummor
- Oskar Brorsson, percussion
- Jesper Lorentzon, bas

## Tidigare medlemmar
- Anton Krohn, trombon

## Diskografi

### Album
- Elva streck
- Kör från noll

### Singlar
- Gangsterland
- Hur länge till
- Höghusen
- För mina vänner
- Elljusspår
- Alla sena nätter, B-sida Låt mig få somna in
- Atlas